# Barton appelle Barton
Barton appelle Barton (titre original : Night Call, Collect) est une nouvelle de science-fiction de Ray Bradbury, publiée pour la première fois en avril 1949 dans Super Science Stories. Elle est également connue sous le titre de I, Mars.

## Publications

### Publications aux États-Unis
La nouvelle a été éditée aux États-Unis à une trentaine de reprises entre 1969 et 2013.

### Publications en France
La nouvelle a notamment été publiée dans le recueil de nouvelles Je chante le corps électrique, édité aux éditions Denoël en 1970 dans la collection Présence du futur.

## Résumé
En 2037, une guerre nucléaire se déclenche sur Terre. Tous les colons de la planète Mars sont alors ramenés par fusée, sauf un : Barton.
Pour combler son ennui, celui-ci enregistre des milliers de bandes magnétiques et installe des relais téléphoniques dans toutes les villes.
Soixante ans plus tard, son dispositif se déclenche et le vieux Barton entre alors en communication avec les enregistrements automatisés réalisés par le jeune Barton.